# Cethegus fugax
Cethegus fugax är en spindelart som först beskrevs av Simon 1908.  Cethegus fugax ingår i släktet Cethegus och familjen Dipluridae. Inga underarter finns listade i Catalogue of Life.